# Александров, Анатолий Ильич
Анато́лий Ильи́ч Александро́в (род. 3 февраля 1967, Шахтинск, Карагандинская область) — российский боксёр-профессионал, шестикратный чемпион Европы, двукратный чемпион мира по версии WBO 1997—1998 гг., двукратный интерконтинентальный Чемпион мира по версии WBC.

## Биография
Начал заниматься боксом в возрасте 10 лет (с 1978 года) в секции ДСО «Трудовые резервы» города Шахтинска. Первым тренером Анатолия был Виктор Майер. В 1985 году Александров попал на первый серьёзный турнир — чемпионат Казахской ССР, на котором победил и получил звание мастера спорта СССР.
После службы в армии, в 1989 году выиграл ещё один республиканский чемпионат, а в 1990 году — чемпионат ЦС «Трудовые резервы», проходивший в Ярославле. В 1994 году окончил Карагандинский педагогический институт.
Однако любительская карьера не складывалась, и Анатолий переориентировался на профессиональный ринг, где с 1990 года выступал в Московском профессиональном клубе Ринг России, в суперполулегком весе (58,967 кг), тренировался у Виктора Сафонина. За время выступлений в профессиональном боксе был неоднократным чемпионом СССР 1990-1992 гг., 2-кр. Интерконтинентальным чемпионом мира по версии WBC (Всемирного Боксёрского Совета).
Анатолий Александров на постоянной основе тренировался у Виктора Васильевича Сафонина, под его руководством смог стать дважды Чемпионом мира среди профессионалов. По словам тренера Виктора Сафонина, когда тот стал тренировать спортсмена для профессиональных выступлений, у него отсутствовали необходимые знания и понятия профессионального бокса, тем не менее, такие тренировки давали результат. Виктор Васильевич Сафонин смог подготовить Анатолия Александрова к поединку с чемпионом Африки за одну неделю, поединок закончился победой Александрова. Анатолий Александров отмечал, что его тренер Сафонин, сразу поверил в него, между тренером и спортсменом был установлен хороший контакт.
В 1995 году первым из Российских боксёров профессионалов, стал Чемпионом Европы
(в 1995—1998 гг. 5 раз подтвердил это звание).
В 1997 году завоевал титул Чемпиона Мира (по версии WBO). В 1998 году подтвердил этот титул.

Я не великий боксёр, не Рой Джонс, но я своим примером доказал, что можно, будучи простым мастером спорта по любителям, стать чемпионом мира среди профессионалов.
— Анатолий Александров

Соперник настолько силён, насколько вы позволяете ему думать в ринге.
— Анатолий Александров
Ушёл с ринга в 2001 году после поражения от болгарина Тончо Тончева. В настоящее время ведёт собственный боксёрский клуб.